# Улих, Густав
Густав Улих (9 июля 1838, Гляйвиц (ныне Гливице, Польша) — 14 июня 1914, Шмидеберг, Крконоше) — германский филолог-классик и педагог.

## Биография
Вырос в Силезии и Померании, в 1844 году его семья переехала в Штеттин. Среднее образование получил в гимназии Фридриха-Вильгельма, затем перешёл в Мариенштифтскую гимназию. 
Осенью 1855 года поступил в Боннский университет, где изучал филологию и специализировался на древнегреческом языке; в летнем семестре 1858 года перешёл в Берлинский университет. Осенью 1860 года тяжело заболел и был вынужден прервать учёбу на два года, но во время болезни работал над диссертацией и в итоге в 1862 году успешно защитился, получив степень доктора в области филологии. 
Впоследствии из-за продолжающихся проблем со здоровьем выехал на лечение в Швейцарию, где в 1864 году хабилитировался по классической филологии в Цюрихском университете, в зимнем семестре 1864/1865 учебного года читал там лекции, с января 1865 года был также преподавателем и заместителем директора в Цюрихской гимназии. С 1866 года преподавал также в кантональной школе в Аарау, но при этом не оставил преподавания и в Цюрихе, где осенью 1869 года был назначен экстраординарным профессором. В 1869—1870 годах совершил научное путешествие по Италии. 
22 декабря 1871 года стал директором курфюрстского лицея в Гейдельберге, введя там прусскую систему обучения, существенно увеличив к концу 1880-х годов число учеников и добившись переезда лицея в 1894 году в новое здание.
При этом с 1872 года Улих преподавал филологию в Гейдельбергском университете, 9 августа того же года став его экстраординарным профессором, с 1876 года преподавал в этом же заведении педагогику, а в 1878 году стал почётным профессором. В 1880-х и 1890-х годах предпринял несколько научных путешествий по странам Европы и Ближнего востока. Имел несколько государственных наград, с 1897 года состоял тайным советником. В 1899 году вышел в отставку, однако чтение лекций в звании ординарного почётного профессора продолжил до конца жизни. Скончался от пневмонии во время визита к родственникам.
Главным предметом его научно-литературной деятельности была защита классического гуманитарного образования. Наибольшее количество статей по данной теме он напечатал в издаваемом им с 1890 года журнале «Das humanistische Gymnasium». Был основателем немецкого гимназического общества, много работал также над выяснением современного положения педагогики в разных европейских странах и над изданием древнегреческих грамматиков, в первую очередь Дионисия Фракийского и Аполлония Дискола.

## Награды
- Орден Церингенского льва рыцарский крест 1-го класса (1872) (Великое герцогство Баден)
- Орден Полярной звезды рыцарский крест (1890) (Королевство Швеция)
- Орден Короны 3-го класса (1891) (Королевство Пруссия)
- Орден Бертольда I рыцарский крест (1896) (Великое герцогство Баден)
- Титул Гехаймрат (1897)

## Источник
- Малеин А. И. Улих, Густав // Энциклопедический словарь Брокгауза и Ефрона : в 86 т. (82 т. и 4 доп.). — СПб., 1890—1907.